# Actinoptera tientsinensis
Actinoptera tientsinensis es una especie de insecto del género Actinoptera de la familia Tephritidae del orden Diptera.

## Historia
Chen la describió científicamente por primera vez en el año 1938.